# Harry Anderson
Harry Laverne Anderson (Newport, Rhode Island, 1952. október 14. – Asheville, Észak-Karolina, 2018. április 16.) amerikai színész, bűvész.

## Filmjei

### Színészként
- Twilight Theater (1982, tv-film)
- The Escape Artist (1982)
- Cheers (1982–1993, tv-sorozat, hat epizódban)
- Night Court (1984–1992, tv sorozat, 193 epizódban)
- Tales from the Darkside (1985, tv-sorozat, egy epizódban)
- Segítség, apa lettem! (She's Having a Baby) (1988)
- Tanner '88 (1988, tv-film)
- Kémek, rémek és meztelenek (Spies, Lies & Naked) (1988, tv-film)
- Disneyland (1988–1989, tv-sorozat, két epizódban)
- Mother Goose Rock 'n' Rhyme (1990, tv-film)
- Mesék a kriptából (Tales from the Crypt) (1990, tv-sorozat, egy epizódban)
- Az (It) (1990, tv-film)
- Parker Lewis sohasem veszít (Parker Lewis Can't Lose) (1992, tv-sorozat, egy epizódban)
- Dave világa (Dave's World) (1993–1997, tv-sorozat, 98 epizódban)
- Hearts Afire (1994, tv-sorozat, egy epizódban)
- Night Stand (1996, tv-sorozat, egy epizódban)
- Barátom, Harvey (Harvey) (1996, tv-film)
- The John Larroquette Show (1996, tv-sorozat, egy epizódban)
- Lois és Clark: Superman legújabb kalandjai (Lois & Clark: The New Adventures of Superman) (1997, tv-sorozat, egy epizódban)
- Noddy (1998, tv-sorozat, egy epizódban)
- Explore Our World (2000, tv-sorozat, egy epizódban)
- Tengerparti fenegyerek (Son of the Beach) (2002, tv-sorozat, egy epizódban)
- A stúdió (30 Rock) (2008, tv-sorozat, egy epizódban)
- A Matter of Faith (2014)

### Forgatókönyvíróként
- The Young Comedians All-Star Reunion (1986)
- Harry Anderson's Hello Sucker (1986, tv-film)
- Night Court (1987–1990, tv sorozat, öt epizód)
- Mesék a kriptából (Tales from the Crypt) (1992, tv-sorozat, egy epizód)
- Dave világa (Dave's World) (1995–1997, tv-sorozat, öt epizód)
- Harry Anderson: The Tricks of His Trade (1996)